# الأبله البغدادي
الأبله البغدادي محمد بن بختيار بن عبد الله البغدادي، شاعر مولد من أهل بغداد وهو صاحب الديوان المشهور.
كان شابّاً ظريفاً وشاعراً محسناً، يلبس زيّ الجند. وشعره في غاية الرقّة وحسن المخلص إلى المدح.وكان أحد الأذكياء، ولذا قيل له الأبله بالضِّدّ.
وقيل: بل كان فيه بَلَه  ترجم له عماد الدين الأصفهاني الكاتب في كتابه خريدة القصر وجريدة العصر و قد مدح ابن هبيرة . و كانت بينه وبين سبط بن التعاويذي نفرة، وقد هجاه ابن التعاويذي.

## أشهر أبياته
الأبله البغداديّ شاعر مجيد رقيق جمع بين الصناعة والرقّة و كان شعره موافقا للغناء. و له قصائد طوال ومقطّعات. و فنونه المدح والغزل و النسيب، وقد كان بارعا جدّا في التخلّص من الغزل إلى المدح، كقوله مثلا:
فأقسم، إنّي في الصبابة واحد....و إنّ كمال الدين في الجود واحد!.
له ثلاث قصائد من عيون الشعر:

### الثانية
| - أقول للـغـيث لـمّـا سـال واديه   | تحدّثي عن جفـونـي يا غـواديه   |
| - أعرت مُزنَكَ أجفانـاً بـكـيت لـه    | فمن أعارك ضوء البرق من فـيه   |
| - أما ورد خدّه والشـهـب نـاعـسةٌ    | والليل قد راق أو كادت حواشـيه |
| - لقد وهى صـبـري يوم ودّعَـنـي      | أحوى ضعيف نطاق الخصر واهيه    |
| - عصيت في حبّه من بات يعذلـنـي     | وما أطعت الهوى دالاً لأعـصـيه  |
| - بالله يا لائمي فيمن كـلـفـتُ بـه | أقامةُ الغصن أحلى، أم تـثـنّـيه |

### الثالثة[3]
دعني أكابد لوعتي وأعاني... أين الطليق من الأسير العاني
آليت، لا أدع الملام يغرّني ... من بعد ما أخذ الغرام عناني
و مهفهف ساجي اللحاظ: حفظته... فأضاعني، وأطعته فعصاني
يصمي قلوب العاشقين بمقلةٍ... طرف السنان وطرفها سيّان
خنث الدلال: بشعره وبثغره ... - يوم الوداع - أضلّني وهداني
يا أهل نعمان، إلى وجناتكم... تعزى الشقائق لا إلى نعمان

## وفاته
توفّي ببغداد في جُمادى الآخرة وله ثلاث وتسعون سنة عام 579هـ.